# Derrumbe de puente de Calcuta de 2016
El 31 de marzo de 2016, un puente en la zona de Parque Girish en la ciudad de Kolkata, en India, se derrumbó. Al menos 22 personas murieron y aproximadamente 75 resultaron heridas. Se han rescatado a 71 personas, y más de 100 personas se encuentran desaparecidas.

## Antecedentes
El puente tenía varios años desde que inició su construcción.[cita requerida] Un día antes del colapso, el hormigón había sido colocado en el puente.

## Accidente
A las 12:32 del día, un lapso de 150 metros de acero del puente colapsó, atrapando en muchos peatones y vehículos. El accidente tuvo lugar en la concurrido cruce de las calles Rabindra Sarani - KK Tagore.

## Reacción
El jefe de Gabinete de Bengala Occidental, Mamata Banerjee, llegó hasta el lugar para supervisar las operaciones rescate. El Ministro afirmó que los responsables del desastre, si los hubiera, pagarían su delito y culpó al Gobierno anterior que se había adjudicado el contrato para la construcción del puente.
El anterior Gobierno estatal, encabezada por el Partido Comunista de la India (Marxista), alegó que la parte del puente fue construido durante el mandato del actual Gobierno.
El ministro de Desarrollo Urbano y Vivienda, Babul Supriyo, comentó que los trabajos de construcción del puente se llevaban a cabo de una manera poco científica y sin supervisión de la administración del Estado, incluso después del colapso del Puente Ultadanga, también en Kolkata, 3 años atrás.